# Мумия в «Восточном экспрессе»
«Мумия в „Восточном экспрессе“» (англ. Mummy on the Orient Express) — восьмая серия восьмого сезона британского научно-фантастического телесериала «Доктор Кто». Премьера серии состоялась 11 октября 2014 года на канале BBC One. Автор сценария серии — Джейми Мэтисон. Режиссёр — Пол Уилмсхёрст. Главные роли исполнили Питер Капальди, Дженна Коулман и Фрэнк Скиннер.
Би-би-си посчитала серию слишком страшной и решила, что ей понадобится более позднее эфирное время.

## Сюжет
Доктор и Клара находятся в самом красивом поезде в истории, мчащемся среди далёких звёзд, однако они не подозревают, что на пассажиров охотится смертоносное создание. Как только человек увидел устрашающую мумию, ему остаётся жить всего 66 секунд. Никаких исключений, никаких отсрочек. Когда Доктор начинает гонку со временем, Клара видит его с самой беспощадной и жестокой стороны.
Доктор раскрывает тайну методом последовательных приближений (смертей пассажиров). Мумией оказался солдат, бывший на войне за 5000 лет до событий серии. Очутившись возле странных письмён, оказавшихся флагом, Доктор заявляет, что сдаётся — и это останавливает мумию.